# Лебяжий корпус Юрьева монастыря
Лебяжий корпус Юрьева монастыря (Южный, восточный братский) — памятник архитектуры. Расположен в Великом Новгороде, современный адрес дома — Юрьевское шоссе, 10, строение 16.
Строительство корпуса шло в 1720—1730-е (перестройка каменной ограды в восточную стену и расположенную вдоль неё на уровне второго этажа узкую галерею, к которой с юга примыкали кельи, разобранные в 1830-е годы) и в 1750-е годы (пристройка келий к ограде с запада). Здание одноэтажное в западной части и двухэтажное в восточной. Восточная стена использовалась как крепостная: на первом этаже нет окон, на втором сделаны щелевидные бойницы, в подвальной части стены расположены крупные аркосоли. Фасад расчленён пилястрами по вертикали и профилированной тягой по горизонтали. Западный фасад также разделен пилястрами. У окон и дверей трёхцентровая форма завершия, они расположены в прямоугольных нишах.
Помещения перекрыты коробовыми сводами с распалубками, планировка анфиладная. В одной из келий сохранился пол из фигурного кирпича XVIII века.
В 1820-е годы здание капитально перестроили с приспособлением южных помещений под монастырскую гостиницу. Большую часть окон и дверей в это время переделали, сделав взамен них новые, кроме того, разобрали две поперечные стены. В конце XIX-начале XX века здание снова служило братскими кельями.
Во время Великой Отечественной войны своды были частично разрушены, кровля и столярное наполнение утрачено, северная часть здания была руинирована.
В 1970—1974 годах прошли исследования и обмеры, был составлен проект реставрации и под руководством Т. В. Гладенко проведены восстановительные работы с сохранением (по большей части) форм XIX века. Дополнительные исследования и новый проект авторства И. Б. Аблизиной, подразумевавший восстановление изначальных форм, был составлен в 1980—1981 годах. При реставрации 1984—1988 годов были восстановлены бойницы, окна с мелкой расстекловкой и двери. На 2008 год здание принадлежит Новгородской епархии и используется монастырём.